# Arquenay

Arquenay este o comună în departamentul Mayenne, Franța. În 2009 avea o populație de 634 de locuitori.